# Явожина-Шльонська
Явожи́на-Шльо́нська (пол. Jaworzyna Śląska, нім. Königszelt) — місто в південно-західній Польщі.
Належить до Свідницького повіту Нижньосілезького воєводства.

## Демографія
Демографічна структура станом на 31 березня 2011 року:
|          | Загалом | Допрацездатний вік | Працездатний вік | Постпрацездатний вік |
| -------- | ------- | ------------------ | ---------------- | -------------------- |
| Чоловіки | 2477    | 448                | 1794             | 235                  |
| Жінки    | 2781    | 480                | 1652             | 649                  |
| Разом    | 5258    | 928                | 3446             | 884                  |